# جانی گودسمارک
جانی گودسمارک (انگلیسی: Jonny Godsmark؛ زادهٔ ۳ سپتامبر ۱۹۸۹) بازیکن فوتبال اهل بریتانیا است.
از باشگاه‌هایی که در آن بازی کرده‌است می‌توان به باشگاه فوتبال هرفورد یونایتد، باشگاه فوتبال نیوکاسل یونایتد، و باشگاه فوتبال اشینگتون اشاره کرد.